# Blepharomastix
Blepharomastix is een geslacht van vlinders van de familie van de grasmotten (Crambidae), uit de onderfamilie van de Spilomelinae. De wetenschappelijke naam voor dit geslacht is voor het eerst gepubliceerd in 1863 door Julius Lederer.

## Soorten
- Blepharomastix achroalis (Hampson, 1913)
- Blepharomastix adustalis (C. Felder, R. Felder & Rogenhofer, 1875)
- Blepharomastix aguirrealis (Schaus, 1940)
- Blepharomastix apertisigna (Hampson, 1912)
- Blepharomastix aphenice (Hampson, 1907)
- Blepharomastix astenialis (Dyar, 1922)
- Blepharomastix bademusalis (Schaus, 1924)
- Blepharomastix batracalis (Guenée, 1854)
- Blepharomastix benetinctalis (Dyar, 1914)
- Blepharomastix beuvealis (Schaus, 1924)
- Blepharomastix biannulalis (Hampson, 1907)
- Blepharomastix branealis (Schaus, 1924)
- Blepharomastix caclamalis (Schaus, 1924)
- Blepharomastix carillalis (Schaus, 1912)
- Blepharomastix carthaghalis (Schaus, 1924)
- Blepharomastix caulealis (Schaus, 1924)
- Blepharomastix cayugalis (Schaus, 1924)
- Blepharomastix cirrosalis (C. Felder, R. Felder & Rogenhofer)
- Blepharomastix coatepecensis Druce, 1895
- Blepharomastix coeneusalis (Walker, 1859)
- Blepharomastix colubralis (Guenée, 1854)
- Blepharomastix costaliparilis Munroe, 1995
- Blepharomastix costalis (Walker, 1866)
- Blepharomastix cronanalis (Schaus, 1924)
- Blepharomastix crusalis Druce, 1895
- Blepharomastix cylonalis (Druce, 1895)
- Blepharomastix dadalis (Druce, 1895)
- Blepharomastix diaphanalis (Schaus, 1920)
- Blepharomastix eborinalis Snellen, 1899
- Blepharomastix epistenialis (Klima, 1939)
- Blepharomastix fusalis (Hampson, 1917)
- Blepharomastix fuscilunalis (Hampson, 1907)
- Blepharomastix garzettalis C. Felder, R. Felder & Rogenhofer
- Blepharomastix gigantalis Druce, 1895
- Blepharomastix glaucinalis (Hampson, 1917)
- Blepharomastix glaucoleuca (Hampson, 1913)
- Blepharomastix griseicosta (Hampson, 1918)
- Blepharomastix guianalis (Schaus, 1924)
- Blepharomastix haedulalis (Hulst, 1886)
- Blepharomastix hedychroalis Swinhoe, 1907
- Blepharomastix herreralis (Schaus, 1924)
- Blepharomastix hydrothionalis (Snellen, 1875)
- Blepharomastix hypherochalis (Dyar, 1914)
- Blepharomastix ianthealis (Walker, 1859)
- Blepharomastix indentata (Hampson, 1912)
- Blepharomastix ineffectalis (Walker, 1862)
- Blepharomastix inflexalis (Hampson, 1912)
- Blepharomastix interruptalis (Hampson, 1907)
- Blepharomastix irroratalis (Hampson, 1907)
- Blepharomastix lacertalis (Guenée, 1854)
- Blepharomastix leuconephralis (Hampson, 1918)
- Blepharomastix leucophaea (Hampson, 1912)
- Blepharomastix marialis (Schaus, 1924)
- Blepharomastix melitealis (Walker, 1859)
- Blepharomastix monocamptalis (Hampson, 1918)
- Blepharomastix mononalis (Dyar, 1918)
- Blepharomastix obscura (Warren, 1889)
- Blepharomastix obscuralis Snellen, 1899
- Blepharomastix opsocausta Meyrick, 1935
- Blepharomastix pacificalis (Schaus, 1912)
- Blepharomastix pallidipennis (Warren, 1889)
- Blepharomastix paracausta Meyrick, 1934
- Blepharomastix poasalis (Schaus, 1912)
- Blepharomastix potentalis (Barnes & McDunnough, 1914)
- Blepharomastix primolalis (Schaus, 1924)
- Blepharomastix prophaealis (Dognin, 1913)
- Blepharomastix pseudoranalis (Barnes & McDunnough, 1914)
- Blepharomastix pulverulalis Druce, 1895
- Blepharomastix ranalis (Guenée, 1854)
- Blepharomastix randalis (Druce, 1895)
- Blepharomastix rufilinealis (Hampson, 1918)
- Blepharomastix sabulosa (Hampson, 1913)
- Blepharomastix saponalis (Guenée, 1854)
- Blepharomastix saurialis (Guenée, 1854)
- Blepharomastix schistisemalis (Hampson, 1912)
- Blepharomastix semifuscalis (Hampson, 1907)
- Blepharomastix stenialis (Dyar, 1914)
- Blepharomastix stenothyris (Meyrick, 1936)
- Blepharomastix strigivenalis (Hampson, 1918)
- Blepharomastix styxalis (Schaus, 1924)
- Blepharomastix turiafalis (Schaus, 1924)
- Blepharomastix veritalis (Dyar, 1914)
- Blepharomastix vestalialis Snellen, 1875
- Blepharomastix vilialis (Guenée, 1854)
- Blepharomastix zethealis (Schaus, 1912)